# (16969) Helamuda
(16969) Helamuda (1998 UM20) – planetoida z pasa głównego asteroid okrążająca Słońce w ciągu 5,8 lat w średniej odległości 3,23 j.a. Została odkryta 29 października 1998 roku.